# Taenaris liana
Taenaris liana är en fjärilsart som beskrevs av Brooks 1950. Taenaris liana ingår i släktet Taenaris och familjen praktfjärilar. Inga underarter finns listade i Catalogue of Life.